# Furcifer campani

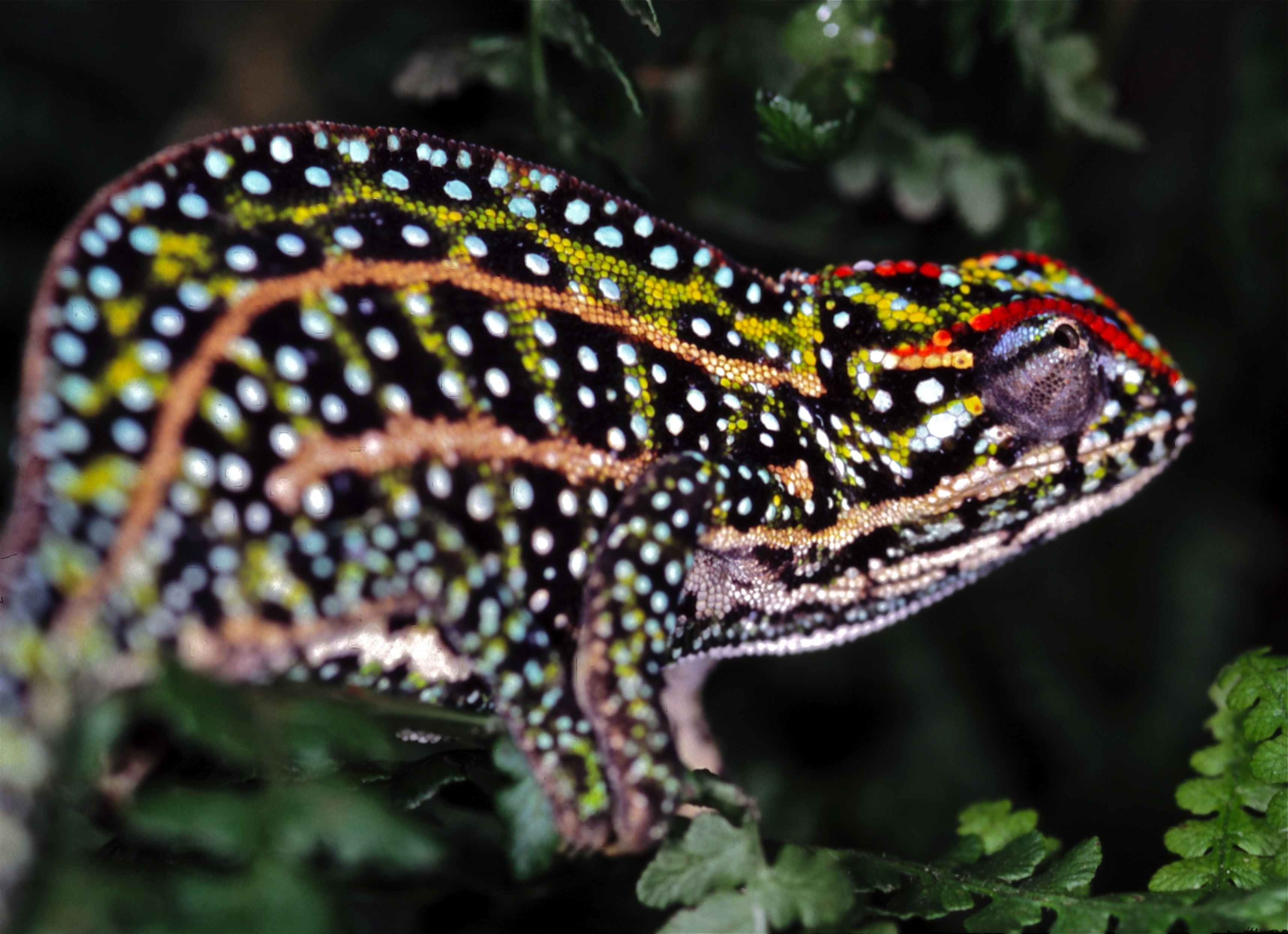
Furcifer campani in Moramanga

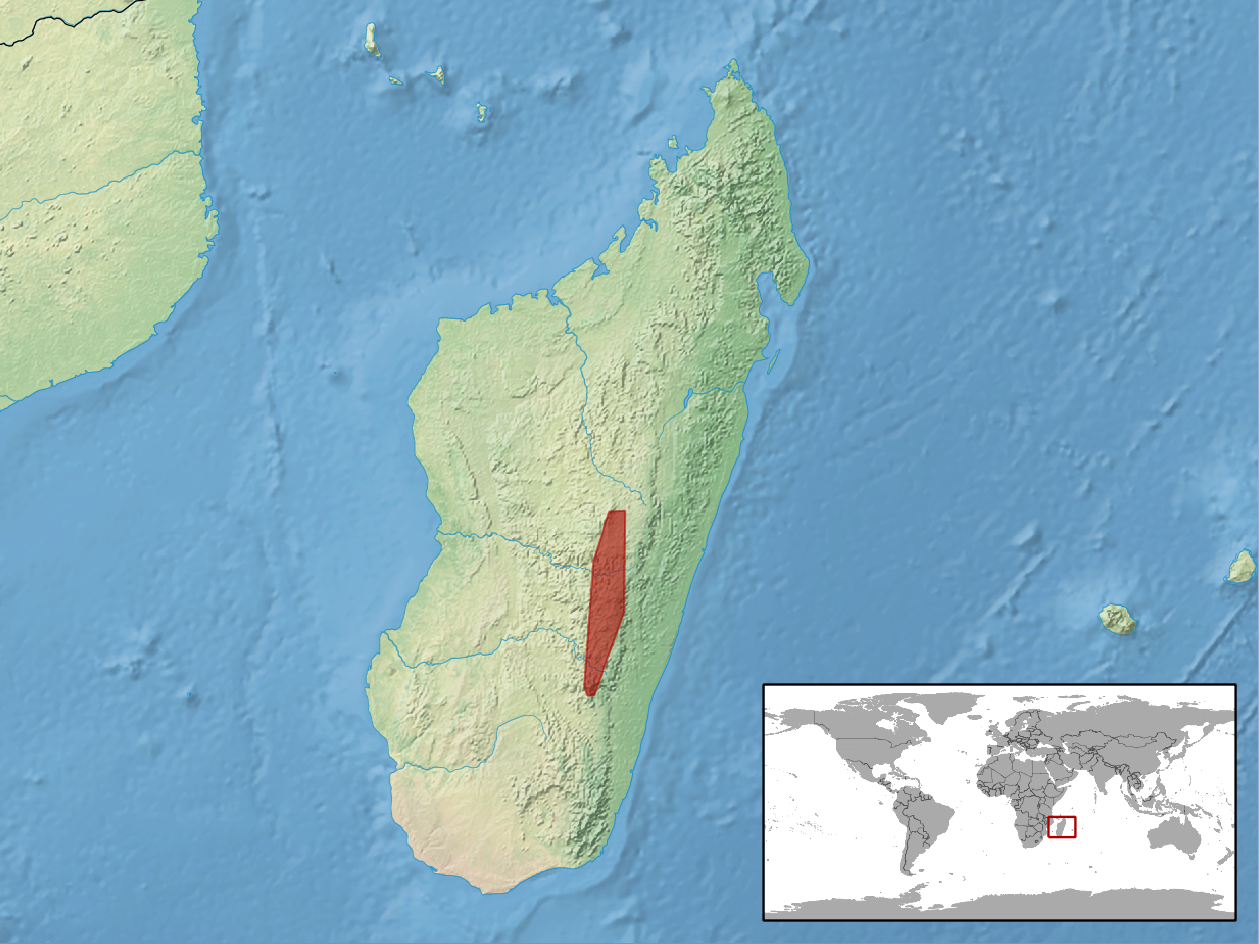
Verbreitungsgebiet auf Madagaskar

Furcifer campani ist eine endemisch auf Madagaskar vorkommende Chamäleon-Art. Das Artepitheton ehrt den französischen Einwohner Madagaskars Dominique Campan.

## Merkmale
Das zu den kleineren Chamäleonarten zählende Furcifer campani erreicht eine Länge von 14 Zentimetern. Seine Farbe variiert von hellgrün über dunkelgrün bis zu dunkelbraun. Es zeigt große dunkle Flecke sowie hellbraune, seitliche Streifen, die entlang jeder Seite des Körpers verlaufen. Die gesamte Körperoberfläche ist mit zahlreichen kleinen, leicht erhabenen, hell schillernden Flecken überzogen. Der Kopf ist in der Regel außerdem mit kleinen roten, perlenartigen Flecken an einer erhöhten Augenleiste verziert, die dem Tier ein buntes Muster verleihen. Im englischen Sprachgebrauch wird die Art deshalb als Jeweled chameleon = ‚(mit Juwelen) geschmücktes Chamäleon‘ bezeichnet. Der Kopf ist mit einer leicht abgeflachten Helmstruktur versehen. Der Rücken trägt keinen Schuppenkamm, Nasenanhänge fehlen. Furcifer campani besitzt die Fähigkeit zu deutlichen Farbveränderungen. Im Besonderen nehmen die Männchen, um die Weibchen zu beeindrucken zuweilen eine tief schwarzbraune Körperfarbe an, von der sich kleine weiße Punkte abheben.

## Verbreitung und Lebensraum
Die Art kommt im zentralen Hochland von Madagaskar in Höhenlagen zwischen 1850 und 2300 Metern vor. Sie ist in erster Linie in niedrigen Büschen sowie im Grasland zwischen Sträuchern und Felsen zu finden.

## Lebensweise
Furcifer campani ernährt sich von verschiedenen Insekten, die aus dem Hinterhalt erbeutet werden, indem sie ihre lange, mit einer klebrigen Spitze versehene Zunge herausschießen. Zuweilen warten sie über längere Zeiträume unbeweglich, bis eine geeignete Beute in Reichweite kommt. Zwei- bis dreimal im Jahr legen die Weibchen acht bis zwölf Eier, die sie gut verbergen. Unter Zuchtbedingungen in Gefangenschaft schlüpften die Jungtiere nach neun Monaten, sofern die Eier bei einer konstanten Temperatur von 20 °C gehalten wurden. Sie werden bereits drei Monate nach dem Schlüpfen geschlechtsreif. Weitere Details zur Lebensweise der Art müssen noch erforscht werden.

## Gefährdung
Da viele Lebensräume von Furcifer campani aufgrund von Urbarmachung durch den Menschen vernichtet werden, wird die Art von der Weltnaturschutzorganisation IUCN als  (vulnerable = gefährdet) eingestuft. Wegen der farblichen Attraktivität der Tiere stellt auch die illegale Entnahme aus der Natur und widerrechtliche Übergabe in den Tierhandel eine gewisse Bedrohung der Art dar.